# Pterolophia variegatus
Pterolophia variegatus är en skalbaggsart som först beskrevs av Thomson 1865.  Pterolophia variegatus ingår i släktet Pterolophia och familjen långhorningar. Inga underarter finns listade i Catalogue of Life.